# Henk Walaardt Sacré
Hendrik Walaardt Sacré (Doetinchem, 11 oktober 1873 –  Den Haag, 10 juli 1949) was een Nederlandse officier bij het wapen der genie van het Nederlandse leger en luchtvaartpionier. Hij werd in 1913 de eerste commandant van de Luchtvaartafdeeling (de voorloper van de Koninklijke Luchtmacht), en van vliegkamp Soesterberg. Hij bekleedde deze functie tot 1919. 
Walaardt Sacré werd in februari 1908 verantwoordelijk voor de 3e Compagnie Pioniers en in maart van dat jaar werd hij belast met de luchtscheepvaart bij het regiment, waaronder ook het beheer van de militaire doelballons. Buiten dienst was hij lid van de Nederlandse Vereniging voor Luchtvaart. In de zomer van 1909 werd hij door generaal-majoor C.J. Snijders gevraagd zich verder te specialiseren in de militaire luchtvaart. Hij deed buitenlandse studiereizen; in Duitsland behaalde hij zijn brevet voor balloncommandant en twee jaar later in Frankrijk zijn brevet voor luchtschipbestuurder. Hij deelde zijn kennis met anderen die hij opleidde tot balloncommandant.
In maart 1910 had de minister van Oorlog de Militaire Luchtvaart Commissie in het leven geroepen. Deze moest voorstellen doen voor de oprichting van een luchtvaartorganisatie binnen het Nederlandse leger. Snijders werd voorzitter en Walaardt Sacré lid-secretaris. Aanvankelijk stond hij gereserveerd tegenover het militaire nut van vliegtuigen. In september 1911 deed het Nederlandse leger goede ervaring op met de inzet van vliegtuigen tijdens een grote militaire oefening en Walaardt Sacré raakt ervan overtuigd dat het leger eigen vliegtuigen en vliegeniers moest hebben. Op basis van het onderzoek werd in april 1913 een luchtvaartafdeling onder bevel van de Chef van de Generale Staf opgericht en werd Soesterberg aangewezen als vestigingsplaats. Soesterberg lag centraal, achter de verdedigingslinies, in de buurt van garnizoenen en er was al een vliegveld met gebouwen en inventaris. Op 1 juli 1913 werd de Luchtvaartafdeeling (LVA) opgericht, de voorloper van de huidige Koninklijke Luchtmacht. De eerste commandant was Walaardt Sacré.

## Naslagwerk
- Rolf de Winter, Een eeuw militaire luchtvaart in Nederland 1913-2013, Bakermat Soesterberg, Boom, Amsterdam, 2013, ISBN 9789461058713
- Huygens ING